# Mauro Thibau
Mauro Thibau (Rio de Janeiro, 10 de julho de 1923 – setembro de 2005) foi um engenheiro e político brasileiro.
Atuou em várias empresas privadas e estatais, além de órgãos governamentais relacionadas a energia. Em 1946, foi contratado pela  Companhia Auxiliar de Empresas Elétricas Brasileiras (CAEEB); já em 1950, fez parte da Comissão do Vale do São Francisco (CVSF),  órgão supra ministerial vinculado à presidência da República e que objetivava desenvolver a região do vale do São Francisco. Em fevereiro de 1952, passou a integrar a primeira diretoria da Centrais Elétricas de Minas Gerais S.A. (CEMIG).
Foi ministro de Minas e Energia do Brasil no governo Humberto Castelo Branco, de 17 de abril de 1964 a 15 de março de 1967.
A sua vida foi contada no livro Mauro Thibau: a trajetória de um ministro, lançado em 1997 pelo Centro da Memória da Eletricidade no Brasil.